# Gibosia angusta
Gibosia angusta är en bäcksländeart som först beskrevs av Klapalek 1907.  Gibosia angusta ingår i släktet Gibosia och familjen jättebäcksländor. Inga underarter finns listade i Catalogue of Life.